# Sheldon Cooper
Dr. Sheldon Lee Cooper, PhD. é um personagem fictício dos seriados de televisão estadunidense The Big Bang Theory (2007-2019, Jim Parsons) e Young Sheldon (2017-2024, Iain Armitage ).

## Biografia
Sheldon é o melhor amigo e colega de quarto de Leonard Hofstadter  Os dois moram juntos na Avenida Los Robles, 2311, Pasadena, CA. Seu nome e o de Leonard foram uma homenagem ao falecido ator/produtor Sheldon Leonard. Os nomes também podem ser referência aos físicos Sheldon Lee Glashow, Leon Neil Cooper e Robert Hofstadter, vencedores do Prêmio Nobel e com importantes contribuições relacionadas com mecânica quântica.
Originalmente da cidade de Galveston, no leste do Texas (sendo de Medford em Young Sheldon), Sheldon é um físico teórico que possui uma lousa branca na sala de seu apartamento onde ficam suas anotações de equações e teorias científicas.
Possui um temperamento arrogante, chegando a pensar que só apareceria alguém mais inteligente que ele após centenas de anos e que o nome desse teria um asterisco na frente, pois seria um robô. Sheldon chega a dizer que é mais inteligente que Isaac Newton, já que "gravidade para ele seria evidente sem a maçã", e também diz para a sua irmã que é uma mutação genética superior.
Sheldon é fã de histórias em quadrinhos - hábito adquirido quando foi a primeira vez em um psicólogo ao aguardar na sala de espera -, séries de ficção científica, jogos de cartas colecionáveis, videogames e RPG.
Aos 9 anos, calculou a melhor forma de pousar o módulo de lançamento de foguetes para a NASA mas, segundo o cientista responsável, apesar dos cálculos serem precisos, não havia tecnologia suficiente para serem executados na prática.
Sheldon, possui um Mestrado e dois Doutorados (obtém doutorado em farmacologia e física), já Raj Koothrappali e Leonard possuem apenas um Ph.D (dos personagens principais da série, somente Howard Wolowitz não possui Ph.D) e em alguns episódios Sheldon gaba-se por tê-lo conseguido aos 16 anos e meio de idade. Outrora, Sheldon diz a Penny que entrou na faculdade aos 11 anos, após completar o ensino médio. Possui 187 de QI. É filho de Mary Cooper (Laurie Metcalf/Zoe Perry), uma cristã protestante fervorosa, e irmão gêmeo de Missy Cooper (Courtney Henggeler/Raegan Revord), uma mulher alta e atraente. Sheldon acredita que apenas Missy tem o potencial para gerar outro ser "superior" como ele e erige-se como um guardião para a irmã, a fim de escolher o melhor companheiro para ela. Missy rejeita Leonard e Howard em favor de Raj, mas o seu mutismo acaba com qualquer chance de que ele poderia ter com ela.  Possui, ainda, um irmão mais velho, que trabalha com pneus para automóveis, George Cooper Junior (Jerry O'Connell/Montana Jordan). O nome de seu pai é George Cooper (na prequela, Lance Barber), citado no sétimo episódio da terceira temporada ("The Guitarist Amplification") e sabe-se que ele já faleceu, quando Sheldon tinha 14 anos.
Sheldon possui vários sintomas da chamada Síndrome de Asperger, como problemas de interação pessoal, o que explicaria sua deficiência em entender sarcasmo, os comentários ofensivos que ele realiza sem intenção, linguagem peculiar, rituais e comportamentos repetitivos, além de um comportamento socialmente impróprio em algumas situações.
Sheldon possui uma maneira bastante peculiar de brincar. Geralmente, quando quer fazer alguma piada, usa a palavra "bazinga" para expressar sua ironia ou sarcasmo (na prequela, é mostrado que isso surgiu devido ao slogan de uma marca de mesmo nome, que dizia "se é divertido, é Bazinga"). Outra característica marcante na personalidade de Sheldon é que, diferentemente dos amigos, ele não dá tanta importância às relações sociais. Ele impõe uma regra de convivência que chama de "strikes". Cada vez que alguém faz algo que bate de frente com suas regras, como Penny fez na segunda temporada ao tocar em sua comida, a pessoa comete um "strike". Ao completar três "strikes", esta pessoa estará fora de seu grupo social por um ano ou a pessoa poderá preencher um relatório e assistir a uma aula sobre as regras de convivência, proferida por ele mesmo.
Em um episódio, Howard e Raj desconfiam que Sheldon é um robô, e em certos episódios seus amigos até tramam seu assassinato devido ao seu caráter arrogante e pomposo, que devido ao Asperger, o torna incapaz de controlar ou sequer reconhecer.
Os personagens de The Big Bang Theory acham também que Sheldon tem grande semelhança com Spock, o meio humano/meio vulcano, primeiro-oficial da Enterprise em Star Trek. Além de se parecerem fisicamente, ambos raciocinam com base na lógica. Um dos episódios mais emocionantes para Sheldon é quando Penny o presenteia com um guardanapo usado e autografado por Leonard Nimoy. No último episódio da 3ª temporada, Sheldon conhece Amy Farrah Fowler (Mayim Bialik), após Howard e Raj criarem seu perfil em um site de relacionamentos. Amy tem uma personalidade muito parecida com a de Sheldon, sendo também muito inteligente e um pouco estranha. Eles passaram a ser namorados, mas não têm relações de afeto, por mais que Amy às vezes queira isso. Porém, no episódio quinze da sétima temporada ("The Locomotive Manipulation"), Sheldon esquece momentaneamente a sua fobia por germes ao beijar Amy diretamente nos lábios, e mais tarde comenta com Leonard que seus lábios tinham "gosto de bronwie da sobremesa".
No Episódio 16 da oitava temporada (The Intimacy Acceleration) foi finalmente revelada a verdadeira data de nascimento de Sheldon, que condiz com 26 de fevereiro.
No episódio 12 da 9° (nona) temporada (The Sales Call Sublimation) é revelado que Sheldon tem uma condição neurológica chamada sinestesia (quando algo estimula dois sentidos diferentes de alguém). Para ele, os números primos são vermelhos, números primos gêmeos são rosas e têm cheiro de gasolina e fudgsicle (um tipo de sorvete de chocolate), tem sabor da velocidade da luz.

## Recepção
O personagem foi um dos grandes fatores de sucesso de The Big Bang Theory e até hoje é um ícone da cultura pop. A espécie de abelha Euglossa bazinga, descrita em 2012 e encontrada no Brasil, foi batizada em homenagem a Sheldon Cooper. O epíteto específico é uma referência ao bordão "bazinga" do personagem.